# Rolf Tibblin
Rolf Tibblin   (Estocolm, 7 de maig de 1937) és un ex-pilot de motocròs suec, guanyador de dos Campionats del Món de motocròs en la categoria de 500cc i un Campionat d'Europa en 250cc. A banda, formant part de l'equip suec guanyà dues vegades el Motocross des Nations. Expert també en enduro, va aconseguir diversos èxits en aquesta modalitat, entre ells cinc victòries seguides a la Novemberkåsan (1960-1964), un rècord inaudit a l'època.

## Una gran forma física
Rolf Tibblin destacava per la seva força, podia superar tots els seus rivals en qualsevol exercici físic. Fill d'un ferroveller, des de ben jove va haver de carregar objectes pesants i això va potenciar la seva condició física i resistència. La seva gran fortalesa s'il·lustra en una foto de mitjan anys setanta que mostra Tibblin en una cursa al Gran Premi Hang Ten, disputat a la Carlsbad Raceway de Califòrnia, on se'l veu portant una càmera de grans dimensions muntada al casc i un paquet de piles que es diu que pesava més de 20 kg.

El seu gran rival durant la temporada de 1964, Jeff Smith, va resumir el personatge de la següent manera: 
| «            | L'home que va dissenyar i construir la muntura de Tibblin per al campionat de 1964 era Nils Hedlund. Fou realment l'última gran màquina de motocròs abans que els dos temps arrambessin amb tot. Calia un home fort i en forma per a heure-se-les amb una màquina semblant i Tibblin era l'home per a fer-ho. Ell va ser el primer al motocròs a prendre's seriosament l'entrenament i jo vaig tenir el privilegi de conèixer-lo i d'aprendre algun dels seus mètodes. Era també una persona amb un gran sentit de l'humor, amb qui era fàcil avenir-se, i sempre li sabia 'molt, molt, de greu' si et derrotava! | » |
| — Jeff Smith | |   |

El 1968, Tibblin va escriure un llibre sobre fitness i entrenament que es va publicar amb l'ajuda d'Edison Dye, el conegut promotor de curses de motocròs i importador de Husqvarna als EUA.

## Resum biogràfic
Segons ell mateix declarà, fou una coincidència que Rolf Tibblin triés les motos com a esport, ja que també li interessaven força el futbol i l'hoquei sobre gel. De jove, recorda, «Sentia que els companys d'equip es queixaven de quasi tot en comptes d'intentar guanyar partits, i com que els meus pares tenien regles estrictes sobre el comportament, jo havia de treballar mentre els altres s'entrenaven».
Tot i disposar de poc de temps per a entrenar-se, Tibblin no va tenir mai problemes per a aconseguir un lloc als seus equips de futbol i hoquei sobre gel, i sempre va superar els seus companys. Va ser durant aquella època que també va començar a freqüentar uns joves amics motoristes, cosa que va fer que s'apuntés a un motoclub de l'oest d'Estocolm, on poc a poc va passar d'una total inexperiència a una gran efectivitat.

### Debut en competició
A l'edat de 19 anys, cap a 1956, Tibblin havia consolidat la seva gran força física i això el permetia de mantenir el seu ritme quan els altres començaven a cansar-se. Aviat va obtenir els primers fruits dels seus esforços, quan pilotant una Husqvarna va guanyar un campionat local de 175 cc. Durant la mateixa temporada va guanyar també la categoria de 500 cc. A partir d'aleshores decidí de dedicar-se seriosament a les curses i va sol·licitar la llicència federativa de motocròs i enduro. Tibblin va trigar tres anys a assolir l'èxit internacional: el 1959 va guanyar el campionat europeu de 250 cc (el títol mundial no es va instaurar fins al 1962). Després, va decidir fer un pas més i competir contra els prestigiosos pilots de 500 cc.

### Els mundials amb Husqvarna

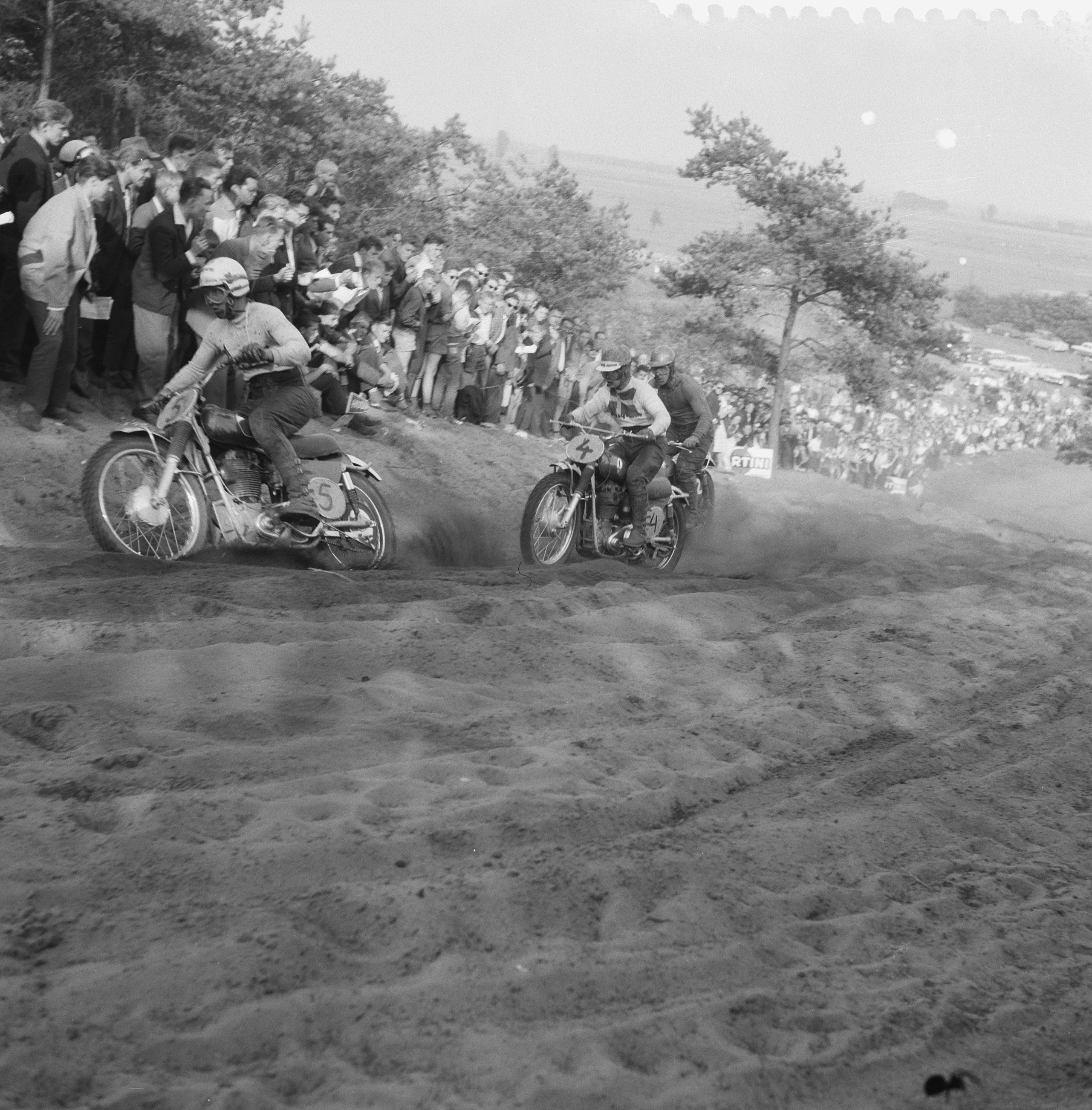
Rolf Tibblin (5) davant de Bill Nilsson (4) al GP dels Països Baixos de 1960, a Bergharen

La temporada de 1960 va començar bé per a Tibblin. La seva Husqvarna era molt competitiva i va aconseguir guanyar les dues primeres proves, el Gran Premi d'Àustria i el de França. Després, però, la seva sort va canviar i al final de temporada es va haver de conformar amb el tercer lloc final. Aquell mateix any, com a membre de l'equip suec, va obtenir la seva primera victòria individual en categoria al Trofeu dels ISDT, celebrats a Bad Aussee (Àustria). L'any següent, 1961, Tibblin va baixar al cinquè lloc final del mundial de 500 cc. Tot i així, fou membre de l'equip suec guanyador del Motocross des Nations.
La temporada de 1962 va guanyar la meitat dels Grans Premis i va aconseguir així el seu primer campionat mundial de 500 cc. El Gran Premi més dur de la temporada fou el de Txecoslovàquia, on tots els participants estaven esgotats després de les dues mànegues. Tibblin, més sencer, va dir: «Això demostra que el meu dur entrenament paga la pena». De nou com a pilot oficial de Husqvarna, el 1963 va guanyar 5 dels 12 Grans Premis, la qual cosa li va donar un altre títol mundial. Era la primera vegada en la història d'aquest esport que un pilot aconseguia el títol de 500 cc durant dos anys consecutius.

### Altres marques
Després d'haver pilotat per a Husqvarna durant sis anys seguits (de 1958 a 1963), Tibblin va abandonar l'equip el 1964 per a pilotar la Hedlund, una moto dissenyada pel tècnic Nils Hedlund, qui havia treballat fins aleshores en la posta a punt de les Husqvarna de fàbrica. Aquella temporada es va convertir en un èpic enfrontament entre Tibblin i el britànic Jeff Smith. El títol estava en l'aire quan va arribar el darrer Gran Premi al circuit d'Aiete (Sant Sebastià, País Basc). Allà, la sort no va afavorir Tibblin i es va haver d'acontentar amb el subcampionat mundial després de patir una avaria a la roda anterior durant la darrera volta.
Arribats al 1965, començava l'era dels motors de dos temps i Tibblin va canviar de nou de moto per passar ara a la txeca ČZ. Amb aquesta marca va aconseguir el tercer lloc al mundial d'aquell any (darrere de Jeff Smith i Paul Friedrichs) i el subcampionat el 1966.

### L'etapa americana

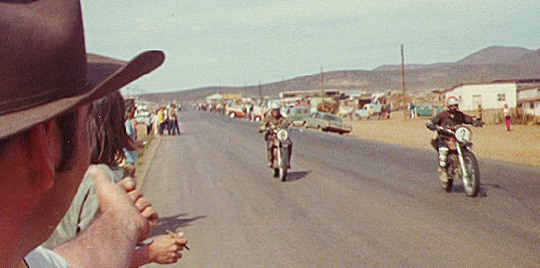
Rolf Tibblin (dreta) amb la Husqvarna a la Baja 1000 de 1972

El 1971, Tibblin va decidir canviar d'aires i es va establir amb la seva família als EUA, on va seguir competint amb èxit. Aviat es va fer popular al país gràcies als seus triomfs en proves de prestigi com ara la Mint 400 i la Baja 1000. En aquesta darrera hi va participar el 1972 amb una Husqvarna, fent equip amb Gunnar Nilsson, i la parella en va guanyar la categoria de motos amb un temps final de 19 hores i 19 minuts.
Després de retirar-se de la competició professional, a mitjan dècada de 1970, Tibblin va dirigir el "Husqvarna International Training Center", una escola de motocròs a Carlsbad (Califòrnia). En aquella època, el motocròs va experimentar un auge de popularitat als EUA. Un dels alumnes i amics de Tibblin era Steve McQueen, amb qui se'l veia sovint pilotant motos pel desert. Durant els seus anys als EUA, Tibblin també va competir amb èxit amb buguis en curses de desert.
Tibblin va romandre als EUA fins al 1978 i després es va traslladar a Sri Lanka, on va formar part de la Sri Lanka Association of Drivers and Riders (SLARDAR), associació a la qual va ajudar a millorar i popularitzar els esports de motor a l'illa.

## Palmarès internacional en Motocròs

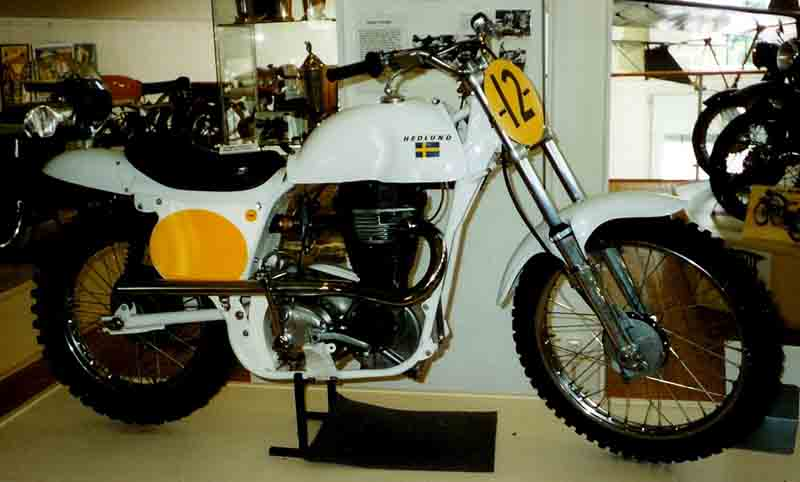
Una Hedlund 500 de 1965, rèplica de la que pilotà Tibblin el 1964

| Any          | Motocicleta  | C. del Món | C. del Món | MXDN |
| Any          | Motocicleta  | 500cc      | 250cc      | MXDN |
| ------------ | ------------ | ---------- | ---------- | ---- |
| 1958         | Husqvarna    | -          | 2n         |      |
| 1959         | Husqvarna    | -          | 1r         |      |
| 1960         | Husqvarna    | 3r         | -          |      |
| 1961         | Husqvarna    | 5è         | -          | 1r   |
| 1962         | Husqvarna    | 1r         | -          | 1r   |
| 1963         | Husqvarna    | 1r         | -          |      |
| 1964         | Hedlund      | 2n         | -          |      |
| 1965         | ČZ           | 3r         | -          |      |
| 1966         | ČZ           | 2n         | -          |      |
| Total títols | Total títols | 2          | 1          | 2    |

Notes
1. ↑  La classificació consignada a MXDN fa referència a la posició final obtinguda per l'equip estatal
2. ↑  Fins al 1961 inclòs no existia el Campionat del Món de 250 cc, ans el Campionat d'Europa (conegut també com a Coup d'Europe)
3. ↑  Al total de títols s'hi compten tots els campionats internacionals guanyats, MXDN inclòs